# بوریس رولاید
بوریس رولاید (استونیایی: Boris Roolaid؛ ۳ فوریه ۱۹۱۷ – ۱۹۴۲) شناگر اهل استونی بود.
وی در مسابقات شنای ۱۰۰ متر کرال پشت بازی‌های المپیک تابستانی ۱۹۳۶ شرکت کرده‌است.